# Почтовые марки России (2005)

Почтовые марки России (2005) — каталог знаков почтовой оплаты (марок, блоков, листов), введённых в обращение «Почтой России» в 2005 году.
Всего в этом году было выпущено 71 почтовая марка, 11 почтовых блоков и 16 малых листов.

## Список коммеморативных марок
Порядок следования элементов в таблице соответствует номеру по каталогу марок России на официальном сайте издатцентра «Марка», в скобках приведены номера по каталогу «Михель».
| № | Изображение | Описание | Номинал                       | Дата        | Тираж                         | Художник                                                          | П      |
| --- | ----------- | --- | ----------------------------- | ----------- | ----------------------------- | ----------------------------------------------------------------- | ------ |
| № 992 (Mi #1224) № 993 (Mi #1225) № 994 (Mi #1226) № 995 (Mi #1227) № 996 (Mi #1228) № 997 (Mi #1229)                                                        |             | Россия. Регионы: - Корякский автономный округ. Вулкан Корякский, вид на поселок Палана, снежный баран, вертолёт, академический ансамбль танца «Мэнго». - Республика Мордовия. Река Мокша, Дом Республики, Санаксарский Рождество-Богородичный мужской монастырь, памятник скульптору С. Д. Эрьзе, мордовское национальное декоративно-прикладное искусство (фольклорные мотивы). - Смоленская область. Соборная гора в Смоленске, памятник героям Отечественной войны 1812 года, Теремок в Талашкино, памятник Ю. А. Гагарину в городе Гагарин, самолёт Як-40. - Таймырский (Долгано-Ненецкий) автономный округ. Морской порт Диксон, оленья упряжка, коренной житель в национальном костюме, стоянка оленеводов, памятник полярному путешественнику Н. А. Бегичеву в Диксоне, овцебык, краснозобая казарка — символ региона. - Тверская область. Барельеф князя Михаила Тверского, памятник Афанасию Никитину, часовня в истоке Волги, «Голубой экспресс» c вагонного завода в Твери, Борисоглебский монастырь, золотое шитье, школа и музей которого находятся в Торжке. - Чукотский автономный округ. Морской порт в Анадыре и статуя Николая Чудотворца, белый медведь – символ региона, косторезное искусство Чукотки – оленья упряжка, рыбопромысловое судно, Китовая аллея (бухта Секлюк). | 5.00 руб.                     | 10 января   | 200 000                       | Глушенко В.                                                       | [ 3 ]  |
| № 998 (Mi #1230) (Mi #1230KB) |             | 250 лет Московскому государственному университету им. М. В. Ломоносова. Главное здание МГУ на Воробьевых горах, медаль в честь основания университета и герб России с Утвердительной грамоты Московского императорского университета 1804 года. | 5.00 руб.                     | 12 января   | 450 000 50 000                | Керносов А.                                                       | [ 4 ]  |
| № 999 (Mi #1231BL74) |             | ЭКСПО-2005. Эмблема российской экспозиции «Гармония ноосферы», дерево как знак жизни и символ мироздания, условное изображение фрагмента периодической таблицы химических элементов Д. И. Менделеева, фрагмент иконы Андрея Рублева «Спас», репродукция рисунка Леонардо да Винчи с золотой пропорцией. | 15.00 руб.                    | 21 февраля  | 90 000                        | Озолин А.                                                         | [ 5 ]  |
| № 1000 (Mi #1232) (Mi #1232KB) № 1001 (Mi #1233) (Mi #1233KB) № 1002 (Mi #1234) (Mi #1234KB) № 1003 (Mi #1235) (Mi #1235KB)                                  |             | Сокровища сарматов. Коллекция Филипповских курганов: - Бык. Ритон. Серебро. V в. до н.э. - Медведь. Сосуд. Золото, дерево. IV в. до н.э. - Верблюды. Подставка. Золото. V—IV вв. до н.э. - Олень. Золото. IV в. до н.э. | 5.00 7.00 руб.                | 25 февраля  | 250 000                       | Московец А. Жаров А.                                              | [ 6 ]  |
| № 1004 (Mi #1236) (Mi #1236KB) № 1005 (Mi #1237) (Mi #1237KB) № 1006 (Mi #1238) (Mi #1238KB) № 1007 (Mi #1239) (Mi #1239KB)                                  |             | 100-летие подводных сил Военно-морского флота России: - Подводные лодки типа «М» VI-бис серии. - Подводные лодки типа «С» IX-бис серии. - Подводные лодки типа «Щ» X-бис серии. - Подводные лодки типа «K». | 2.00 3.00 5.00 8.00 руб.      | 3 марта     | 252 000 18 000                | Чернуский П.                                                      | [ 7 ]  |
| № 1008 (Mi #1240) № 1009 (Mi #1242) № 1010 (Mi #1241) № 1008—1010 (Mi #1240—1242BL75)                                                                        |             | 1000 лет Казани: - Казанский кремль. Башня Сююмбике. - Казанский кремль. Благовещенский собор. - Казанский кремль. Мечеть Кул-Шариф. | 5.00 7.00 5.00 руб.           | 10 марта    | 200 000 100 000               | Бетрединова Х.                                                    | [ 8 ]  |
| № 1011 (Mi #1243) № 1012 (Mi #1244) № 1013 (Mi #1245) № 1014 (Mi #1246)                                                                                      |             | История Российского государства. Александр II (1818—1881), император: - Воспитание великого князя. В. А. Жуковский и наследник престола. - Коронация Александра II в Успенском соборе Московского Кремля. 1856 год. - Император Александр II в своём рабочем кабинете. Отмена крепостного права. - Русско-турецкая война 1877—1878 гг. Александр II на театре военных действий. | 10.00 руб.                    | 28 марта    | 200 000                       | Скворцов Д.                                                       | [ 9 ]  |
| № 1015 (Mi #1247BL76) |             | История Российского государства. Александр II (1818—1881), император. Храм Спаса на крови в Санкт-Петербурге на месте покушения на Александра II. Фрагмент стихотворения В. А. Жуковского: Жить для веков в величии народном, / Для блага всех — свое позабывать! / Лишь в голосе отечества свободном / С смирением дела свои читать. | 25.00 руб.                    | 28 марта    | 100 000                       | Поварихин А.                                                      | [ 10 ] |
| № 1016 (Mi #1248) (Mi #1248KB) № 1017 (Mi #1249) № 1018 (Mi #1250) № 1019 (Mi #1251) № 1020 (Mi #1252) № 1016—1021 (Mi #1248—1252BL78) № 1021 (Mi #1253BL77) |             | 60-летие Победы в Великой Отечественной войне 1941—1945 гг.: - Берлин, май 1945 г. Капитуляция Германии. Воины Красной Армии в Берлине (солдат расписывается на колонне). - Победа! Берлин, 9 мая 1945 г. (ликующие солдаты на танке). - В перерыве между боями. Калининский фронт. 1943 г. - Встреча победителей в Москве. 1945 г. (солдаты с цветами). - 24 июня 1945 г. Солдаты с поверженными знаменами у кремлёвской стены. - Берлин, 1945 г. Советские солдаты на крыше Рейхстага салютуют в честь водружения Красного знамени. | 2.00 3.00 5.00 10.00 руб.     | 5 апреля    | 200 000 60 000 70 000 100 000 | Редькин М. Игнатович Б. Грачёв М. Халдей Е. Рюмкин Я. Московец А. | [ 11 ] |
| № 1022 (Mi #1254) |             | 60-летие освобождения Вены от фашизма советскими войсками. Замок Бельведер и памятник Советскому солдату в Вене. | 6.00 руб.                     | 13 апреля   | 180 000                       | Баранов Ю.                                                        | [ 12 ] |
| № 1023 (Mi #1255) № 1024 (Mi #1256) № 1025 (Mi #1257) № 1026 (Mi #1258) № 1023—1026 (Mi #1255—1258BL79)                                                      |             | Природа. Совместный выпуск Россия — Беларусь: - Большой подорлик. - Бабочка (малиновая орденская лента). - Бобр речной. - Барсук. | 5.00 руб.                     | 15 апреля   | 100 000                       | Жиличкин П.                                                       | [ 13 ] |
| № 1027 (Mi #1259) № 1028 (Mi #1260) № 1027—1028 (Mi #1259—1260BL80)                                                                                          |             | 70-летие открытия первой линии Московского метрополитена: - Первая линия московского метрополитена, один из первых метропоездов, наземные вестибюли конечных станций метро «Сокольники» и «ЦПКиО им. Горького». - Современная схема московского метрополитена, современный метропоезд. | 5.00 10.00 руб.               | 25 апреля   | 100 000                       | Баранов Ю.                                                        | [ 14 ] |
| № 1029 (Mi #1261) (Mi #1261KB) |             | Гастрономия. Выпуск по программе «Европа». Чай в самоваре, мёд, крынка, баранки, блины с икрой красной и чёрной. | 8.00 руб.                     | 5 мая       | 250 000                       | Ларичкин В.                                                       | [ 15 ] |
| № 1030 (Mi #1262) |             | Москва — город-кандидат на право проведения Игр XXX Олимпиады 2012 г. Олимпийские кольца и стилизованная беговая дорожка, повторяющая цвета олимпийских колец | 4.00 руб.                     | 5 мая       | 170 000                       | Бельтюков В.                                                      | [ 16 ] |
| № 1031 (Mi #1263) |             | 100 лет со дня рождения Михаила Александровича Шолохова (1905—1984). Портрет М. А. Шолохова. | 5.00 руб.                     | 20 мая      | 180 000                       | Кочнев Н. Бельтюков В.                                            | [ 17 ] |
| № 1032 (Mi #1264) № 1033 (Mi #1265) № 1032—1033 (Mi #1264—1265) (Mi #1264—1265KB)                                                                            |             | Фауна. Совместный выпуск Россия — КНДР: - Соболь. - Тигр. | 8.00 руб.                     | 1 июня      | 320 000 80 000                | Ан Чхол Поварихин А.                                              | [ 18 ] |
| № 1034 (Mi #1266) № 1035 (Mi #1267) № 1036 (Mi #1268) № 1037 (Mi #1269) № 1038 (Mi #1270) № 1034—1038 (Mi #1266—1270) (Mi #1266—1270BL81)                    |             | Фауна. Насекомые: - Шмель армянский. - Шмель степной. - Шмель-отшельник. - Шмель редчайший. - Шмель Черского. | 3.00 4.00 5.00 6.00 7.00 руб. | 15 июня     | 220 000 70 000                | Жиличкин П.                                                       | [ 19 ] |
| № 1039 (Mi #1271) |             | 750 лет Калининграду. Городские ворота, здание Театра кукол, морской порт, фрагмент мемориала «Памятник 1200 воинам-гвардейцам, павшим при штурме города-крепости Кенигсберг» и памятник мыслителю И. Канту. | 5.00 руб.                     | 23 июня     | 200 000                       | Плетнев А.                                                        | [ 20 ] |
| № 1040 (Mi #1272) (Mi #1272KB) |             | 175 лет МГТУ им. Баумана. | 5.00 руб.                     | 1 июля      | 450 000 50 000                | Керносов А.                                                       | [ 21 ] |
| № 1041 (Mi #1273) № 1042 (Mi #1274) № 1043 (Mi #1275) |             | Маяки Баренцева и Белого морей: - Маяк Мудьюгский. - Маяк Соловецкий. - Маяк Святоносский. | 5.00 6.00 7.00 руб.           | 4 июля      | 200 000                       | Жаров А.                                                          | [ 22 ] |
| № 1044 (Mi #1276) № 1045 (Mi #1277) № 1046 (Mi #1278) № 1047 (Mi #1279) № 1048 (Mi #1280) № 1044—1048 (Mi #1276—1280BL82)                                    |             | Самолёты ОКБ им. А. И. Микояна. К 100-летию со дня рождения Артёма Ивановича Микояна (1905—1970), авиаконструктора: - МиГ-3. - МиГ-15. - МиГ-21. - МиГ-25. - МиГ-29. | 5.00 руб.                     | 6 июля      | 250 000 100 000               | Безменов А.                                                       | [ 23 ] |
| № 1049 (Mi #1281BL83) |             | 625-летие Куликовской битвы. | 15.00 руб.                    | 2 августа   | 100 000                       | Лемешко С.                                                        | [ 24 ] |
| № 1050 (Mi #1282) № 1051 (Mi #1283) № 1052 (Mi #1284) № 1053 (Mi #1285) № 1054 (Mi #1286) № 1050—1054 (Mi #1282—1286BL84)                                    |             | Земля — голубая планета: - Руки. - Волна. - Ледяная скала. - Водопад. - Капли. | 3.00 3.50 4.00 4.50 5.00 руб. | 16 августа  | 220 000                       | Бельтюкова Е.                                                     | [ 25 ] |
| № 1055 (Mi #1287) (Mi #1287KB) |             | 275 лет со дня рождения Александра Васильевича Суворова (1730—1800), полководца. Портрет А. В. Суворова, эпизод перехода через Альпы. | 4.00 руб.                     | 15 сентября | 200 000 62 500                | Илюхин Б.                                                         | [ 26 ] |
| № 1056 (Mi #1288) № 1057 (Mi #1289) № 1058 (Mi #1290) № 1059 (Mi #1291) № 1056—1059 (Mi #1288—1291)                                                          |             | 300 лет Морской пехоте России: - Морская пехота России. XVIII век. - Морская пехота России. XIX век. - Морская пехота России. XX век. - Морская пехота России. XXI век. | 2.00 3.00 4.00 5.00 руб.      | 19 октября  | 220 000                       | Батов А.                                                          | [ 27 ] |
| № 1060 (Mi #1292) (Mi #1292KB) |             | Почта Деда Мороза. | 5.00 руб.                     | 26 октября  | 520 000                       | Бочкова Е.                                                        | [ 28 ] |
| № 1061 (Mi #1293) |             | 60 лет ЮНЕСКО. Скульптура З. К. Церетели «Рождение нового человека», переданная в дар ЮНЕСКО. | 5.60 руб.                     | 1 ноября    | 180 000                       | Дробышев А.                                                       | [ 29 ] |
| № 1062 (Mi #1294) (Mi #1294KB) |             | С Новым годом и Рождеством! | 5.60 руб.                     | 1 декабря   | 220 000 65 000                | Алмазова Е.                                                       | [ 30 ] |

## Комментарии
1. ↑  Ниже приведён перечень коммеморативных марок (с возможностью сортировки по номиналу, тиражу и дате введения в обращение).